# Дейвид Рапапорт
Дейвид Рапапорт е унгарски клиничен психолог, психоаналитик и изследовател в психологията.

## Биография
Роден е на 30 септември 1911 година в Будапеща, Австро-Унгария. Като тийнейджър Рапапорт участва в ционистка организация с цел да помогне на унгарските евреи да избягат в Палестина. От 1932 до1934 той живее в кибуц в Палестина, където се среща и жени за Елвира Щрасер.
През 1935 получава бакалавърска степен по математика и експериментална физика. От 1935 до 1938 е анализиран от Теодор Райк и получава доктората си по психология и философия от Кралския университет в Унгария, като защитава дисертация върху историята на концепцията за асоциацията от Франсис Бейкън до Имануел Кант.
През декември 1938 г. Рапапорт и семейството му емигрират в САЩ, спонсорирани от Спешния комитет за взаимопомощ и имиграция на Американската психоаналитична асоциация. Започва работа като психолог в държавна болница в Канзас.
Умира от сърдечен удар на 14 декември 1960 година в Стокбридж, Масачузетс, на 49-годишна възраст.

## Публикации
- Emotions and Memory. International Universities Press, New York 1971 (5. Auflage)
- The structure of psychoanalytic theory: A systematizing attempt. In S. Koch (Hrsg.): Psychology: A study of a science, vol. 3. New York 1959
- Organization and pathology of thought. Columbia University Press, New York 1951
- Diagnostic Psychological Testing (hrsg. gemeinsam mit Roy Schafer und Merton Gill), 1945 – 1946
- Emotions and Psychology, 1942